# 钟秀区
钟秀区，中国旧区名。
1951年由南通市设置。治所在今江苏省南通市区东北部钟秀镇。原属苏北行署区，1952年改属江苏省。1955年撤销，分别并入城东区。